# Liste des cavités naturelles les plus longues de la Loire-Atlantique

Département de la Loire-Atlantique.

La liste des cavités naturelles les plus longues du département de la Loire-Atlantique recense sous la forme d'un tableau, les cavités souterraines naturelles connues, dont le développement est supérieur à dix mètres.
La communauté spéléologique considère qu'une cavité souterraine naturelle n'existe vraiment qu'à partir du moment où elle est « inventée » c'est-à-dire découverte (ou redécouverte), inventoriée, topographiée et publiée. Bien sûr, la réalité physique d'une cavité naturelle est la plupart du temps bien antérieure à sa découverte par l'homme ; cependant tant qu'elle n'est pas explorée, mesurée et révélée, la cavité naturelle n'appartient pas au domaine de la connaissance partagée.
La liste spéléométrique des plus longues cavités naturelles de la Loire-Atlantique (> 10 m) est  actualisée fin 2018.
La plus longue cavité répertoriée dans le département de la Loire-Atlantique est un système de deux grottes jumelles dites de la Cathédrale (cf. ligne 1 du tableau ci-dessous).

## Répartition géographique
| \| Nantes Châteaubriant Saint-Nazaire \| Répartition géographique des cavités naturelles de Loire-Atlantique. |
| Nantes Châteaubriant Saint-Nazaire                                                                            |

## Loire-Atlantique (France)

### Cavités de développement supérieur à10m
16 cavités sont recensées au 31-12-2018.
| Réf. | Cavités (autres noms)                | Communes            | Massifs ou zones géographiques | Coordonnées (WGS 84)        | Développement (en mètres) | Dénivelée (en mètres) | Sources ou références                     | Mises à jour |
| ---- | ------------------------------------ | ------------------- | ------------------------------ | --------------------------- | ------------------------- | --------------------- | ----------------------------------------- | ------------ |
| 1    | Grottes de la Cathédrale             | Le Pouliguen        | Côte sauvage                   | 47° 15′ 36″ N, 2° 26′ 06″ O | +0 00061, m               | +0000, m              | Spéléométrie de la France                 | 2000-00      |
| 2    | Grottes Jumelles                     | Préfailles          | Côte de Jade                   | 47° 07′ 47″ N, 2° 13′ 29″ O | +0 00033, m               | +0000, m              | Report topo Bigot 2008                    | 2008-08      |
| 3    | Grotte des Korrigans                 | Le Pouliguen        | Côte sauvage                   | 47° 15′ 44″ N, 2° 26′ 53″ O | +0 00032, m               | +0000, m              | Page Wikipedia                            | 2000-00      |
| 4    | Grotte de Velours                    | Le Pouliguen        | Côte sauvage                   | 47° 15′ 35″ N, 2° 25′ 38″ O | +0 00024, m               | +0000, m              | Spéléométrie de la France                 | 2000-00      |
| 5    | Grotte de la Pointe du Castelli n° 2 | Piriac-sur-Mer      | Côte du Poulaire               | 47° 22′ 26″ N, 2° 33′ 31″ O | +0 00023, m               | +0001, m              | Report topo Drouin                        | 2000-00      |
| 6    | Grotte de la Pointe du Castelli n° 1 | Piriac-sur-Mer      | Côte du Poulaire               | 47° 22′ 26″ N, 2° 33′ 31″ O | +0 00022, m               | +0003, m              | Report topo Drouin                        | 2000-00      |
| 7    | Grotte à Madame                      | Piriac-sur-Mer      | Côte du Poulaire               | 47° 22′ 16″ N, 2° 33′ 16″ O | +0 00021, m               | +0003, m              | Report topo Drouin                        | 2000-00      |
| 8    | Grotte des Deux Sœurs                | Le Pouliguen        | Côte sauvage                   | 47° 15′ 31″ N, 2° 25′ 50″ O | +0 00021, m               | +0000, m              | Spéléométrie de la France                 | 2000-00      |
| 9    | Grotte à la Dame                     | Grand-Auverné       | Pays de la Mée                 | 47° 35′ 18″ N, 1° 20′ 30″ O | +0 00020, m               | +0000, m              | Spéléométrie de la France                 | 2000-00      |
| 10   | Grotte de la Chapelle                | Le Pouliguen        | Côte sauvage                   | 47° 15′ 42″ N, 2° 26′ 51″ O | +0 00019, m               | +0000, m              | Spéléométrie de la France                 | 2000-00      |
| 11   | Grotte de la Bonne Vierge            | Le Pouliguen        | Côte sauvage                   | 47° 15′ 41″ N, 2° 26′ 39″ O | +0 00018, m               | +0000, m              | Spéléométrie de la France                 | 2000-00      |
| 12   | Grotte Saint-René                    | Le Pouliguen        | Côte sauvage                   | 47° 15′ 31″ N, 2° 25′ 52″ O | +0 00018, m               | +0000, m              | Spéléométrie de la France                 | 2000-00      |
| 13   | Grotte de la Fontaine                | La Bernerie-en-Retz | Côte de Jade                   | 47° 05′ 18″ N, 2° 03′ 01″ O | +0 00017, m               | +0000, m              | Report topo Bigot 2008                    | 2008-08      |
| 14   | Grotte Scabreuse                     | Le Pouliguen        | Côte sauvage                   | 47° 15′ 31″ N, 2° 25′ 48″ O | +0 00017, m               | +0000, m              | Spéléométrie de la France                 | 2000-00      |
| 15   | Grotte de Pierre Plate               | Le Pouliguen        | Côte sauvage                   | 47° 15′ 30″ N, 2° 25′ 54″ O | +0 00014, m               | +0000, m              | Spéléométrie de la France                 | 2000-00      |
| 16   | Grotte de la Rinais                  | La Bernerie-en-Retz | Côte de Jade                   | 47° 05′ 19″ N, 2° 03′ 02″ O | +0 00014, m               | +0000, m              | Actes de la 27e Rencontre d'octobre, 2018 | 2008-08      |